# 手話通訳技能認定試験
手話通訳技能認定試験（しゅわつうやくぎのうにんていしけん）は、手話通訳の知識及び技能を認定する試験であり社会福祉法人聴力障害者情報文化センターが毎年1回実施している公的資格の試験である。通称、手話通訳士試験。

## 概要
手話通訳技能認定試験（手話通訳士試験）は、手話通訳の知識及び技能を認定する試験であり、社会福祉法人 聴力障害者情報文化センターが毎年1回実施している。試験は筆記試験と手話通訳の実技試験で行われる。この試験に合格し社会福祉法人聴力障害者情報文化センターに登録すると「手話通訳士」の名称を名乗ることができるが、名称独占資格であるため手話通訳士の資格がなくても手話通訳を行うことはできる。
手話通訳技能認定試験（手話通訳士試験）は、厚生労働大臣の認定により1989年（平成元年）から始まり現在までの平均合格率は約14%程度である。2022年（令和4年）12月1日現在、手話通訳士として登録された人数は3,932人。

## 受験資格
満20歳以上であれば性別、学歴に関係なく、誰でも受験できる。